# Sheepscombe
Sheepscombe è un piccolo villaggio inglese nel Gloucestershire, parrocchia civile di Painswick, dal cui centro dista circa 2 km. Si trova a 10 km a sud-est di Gloucester ed a 10 km a nord-est dalla cittadina di Stroud
Ha dato i natali all'ammiraglio Alexander Ball e all'attore William Moseley.

## Altri progetti

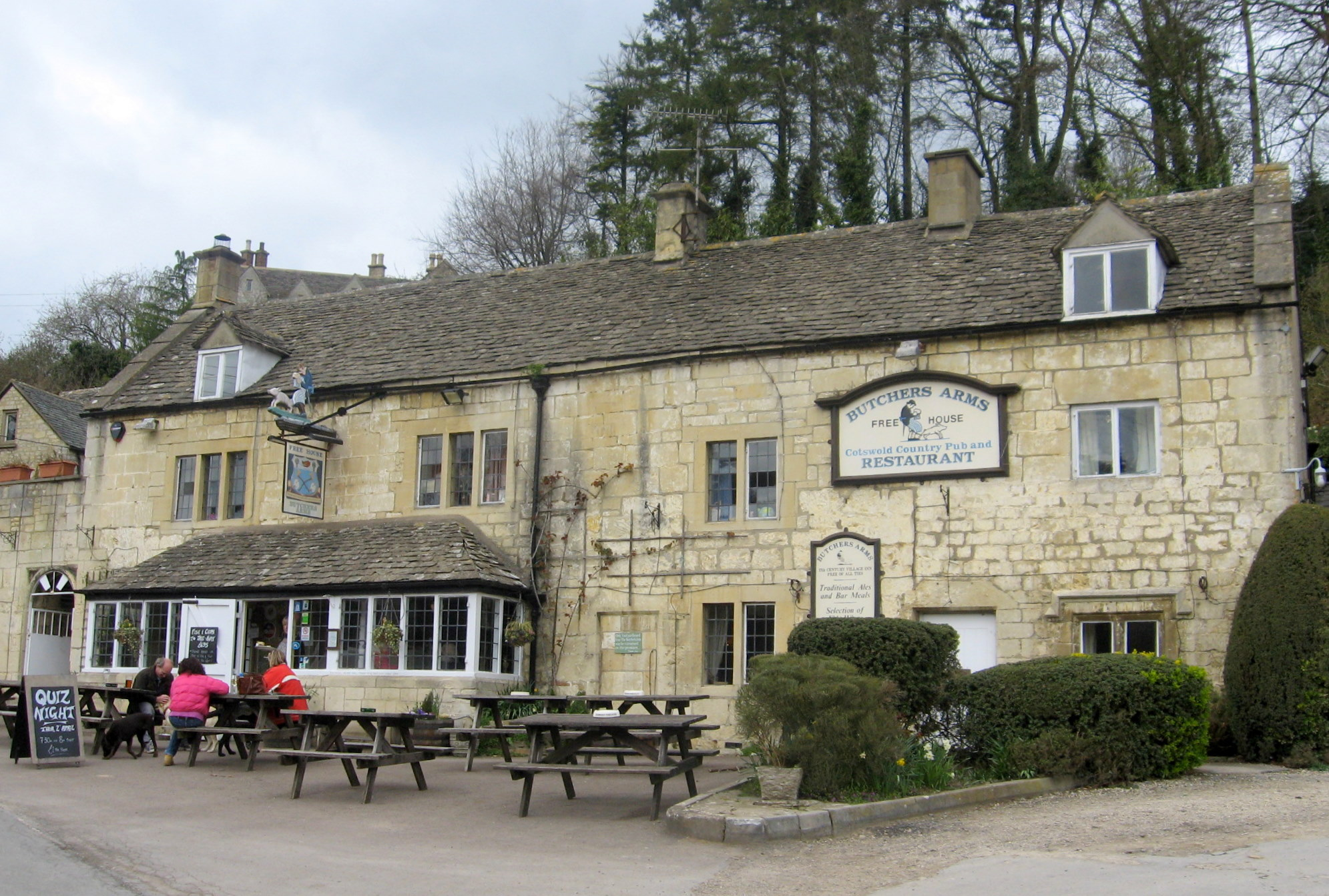
Il pub e ristorante del villaggio